# Contea metropolitana

Le sei contee metropolitane inglesi

La contea metropolitana (in inglese Metropolitan county) è un tipo di ente locale utilizzato inizialmente in Inghilterra dal 1974 al 1986.
Esistono sei contee metropolitane che coprono vaste aree urbane. Sono divise nei borghi metropolitani (in inglese Metropolitan boroughs), che ne hanno assorbito le funzioni al momento dell'abolizione, lasciando a livello di contea solo agenzie di diritto privato formate dai borghi. Le lacune e i disservizi di una mancanza di coordinamento nelle aree urbane portò quindi a creare dal 2011 nuovi enti di gestione chiamate autorità unitarie che arrivarono col tempo a eleggere un proprio sindaco metropolitano.
La struttura della Grande Londra era simile a quella delle contee metropolitane, e talvolta era considerata come tale. Infatti, essa era stata creata precedentemente, nel 1965, dal London Government Act 1963. La riforma del 2000 di Tony Blair, tuttavia, ne ha fatto una realtà del tutto diversa, costituendola come una città-regione con un proprio sindaco e una propria assemblea comune.

## Storia

### Creazione
L'idea di creare delle aree amministrative basate su larghe conurbazioni fuori Londra è stata promossa per la prima volta dal Rapporto "Redcliffe-Maud" alla fine degli anni sessanta. Il rapporto proponeva la creazione di tre larghe aree metropolitane basate sulle conurbazioni attorno a Manchester, Liverpool e Birmingham.
Le proposte formulate in tale rapporto furono radicalmente modificate quando il partito politico conservatore inglese di Edward Heath salì al potere nel 1970. Le aree metropolitane furono rinominate in Metropolitan Counties, e furono aggiunte tre nuove aree: Tyne and Wear, West Yorkshire, South Yorkshire. Nella loro forma finale, le contee furono più piccole di quello che era stato proposto inizialmente.
Le Contee Metropolitane furono stabilite ufficialmente dal Local Government Act 1972, i primi consigli di contea furono eletti nel 1973, e si insediarono formalmente nell'aprile 1974.

### Struttura
Le Contee Metropolitane furono inizialmente formate con una struttura a due livelli di autorità con il governo locale, le cui funzioni furono suddivise tra i consigli dei Metropolitan borough come autorità a livello comunale, e i Metropolitan County Councils (o Consigli delle Contee Metropolitane) a livello provinciale.
La struttura differiva da quella delle contee di tipo classico (ovvero ogni shire county) nella distribuzione dei poteri tra consigli di contea e di borgo. I borghi metropolitani ottennero più poteri rispetto ai distretti non-metropolitani nelle shire counties, come l'educazione ed i servizi sociali: nelle shire counties questi servizi erano di responsabilità dei consigli di contea.
I Consigli delle Contee Metropolitane furono considerati come autorità strategiche per servizi regionali come le strade principali, i trasporti pubblici, i servizi di emergenza, la Protezione Civile, la nettezza urbana e la pianificazione territoriale. Tali consigli hanno funzionato tra il 1974 e il 1986. L'ultima elezione dei consigli si è tenuta nel maggio 1981.

### Abolizione dei consigli metropolitani
Dopo una decade dalla loro istituzione, i Consigli delle Contee Metropolitane ed il Consiglio della Grande Londra ebbero vari scontri con il governo conservatore centrale di Margaret Thatcher. Nel 1983 il governo pubblicò un documento dal titolo Snellire le città ("Streamlining the cities") in cui proponeva di abolire sia i Consigli delle Contee Metropolitane sia il Consiglio della Grande Londra, proposta messa in pratica con il Local Government Act 1985, che portò alla loro abolizione definitiva nel 1986.
Il governo rivendicò che questa era una misura che migliorava l'efficienza, sebbene la maggior parte credettero che l'abolizione era avvenuta per ragioni politiche, dato che tutti i consigli di contea erano controllati dal Partito Laburista.
La maggior parte delle funzioni dei Consigli delle Contee Metropolitane passò ai Metropolitan boroughs.

### Lo status odierno
Le Contee Metropolitane talvolta sono indicate come former metropolitan counties, o antiche contee metropolitane, sebbene questa descrizione non è completamente corretta; nonostante i consigli di contea siano stati aboliti, le Contee Metropolitane legalmente ancora esistono, sono spesso coincidenti con le Contee Cerimoniali, vengono utilizzate anche nelle statistiche governative, e corrispondono a varie agenzie comuni create dai borghi metropolitani associati: alcuni servizi locali sono ancora in mano a contee metropolitane a larga scala, amministrate da tavole rotonde unite o "joint-boards", inclusi i servizi di vigili del fuoco, trasporti pubblici, direzione del trasporto passeggeri, nettezza urbana e Protezione Civile. Questi joint-boards sono composti da consiglieri nominati dai singoli borghi.
Negli anni novanta molte delle cosiddette "contee artificiali" create nel 1974 come la contea di Avon, la contea di Cleveland e la contea di Humberside sono state completamente abolite a causa della loro impopolarità. Tuttavia le Contee Metropolitane sono state giudicate un successo e sono state mantenute anche dopo il 1986.
L'abolizione del Consiglio della Grande Londra è stato estremamente controverso, molto più dell'abolizione dei consigli delle contee metropolitane. Nel 1997 il nuovo governo laburista di Tony Blair ha legiferato in favore di un organismo erede del Consiglio della Grande Londra: la Greater London Authority o Autorità della Grande Londra. Nonostante alcune voci contrarie, nessun organismo ha sostituito i Consigli delle Contee Metropolitane.
A partire dal 1995, le città di Birmingham, Bristol, Leeds, Liverpool, Manchester, Newcastle, Nottingham e Sheffield si sono riunite nel "Core Cities Group" o Gruppo delle Città Nucleo. Questa organizzazione non dà un nuovo status legale a questi consigli sull'autorità di altri consigli cittadini in Inghilterra, ma è vista come completamente rivolta a un qualche tipo di riconoscimento del loro ruolo di città di attrattività regionale fuori Londra.
A partire dal 2017 si sono generalmente dotate di una nuova forma amministrativa chiamata autorità combinata con funzioni anche di polizia.

## Lista di contee metropolitane
Le contee metropolitane erano, con i borghi metropolitani ancora oggi esistenti, le seguenti:
| Contee metropolitane | Borghi metropolitani                                                                      |
| -------------------- | ----------------------------------------------------------------------------------------- |
| Grande Manchester    | Manchester, Bolton, Bury, Oldham, Rochdale, Salford, Stockport, Tameside, Trafford, Wigan |
| Merseyside           | Liverpool, Knowsley, Sefton, St Helens, Wirral                                            |
| South Yorkshire      | Sheffield, Barnsley, Doncaster, Rotherham                                                 |
| Tyne and Wear        | Newcastle-upon-Tyne, Gateshead, South Tyneside, North Tyneside, Sunderland                |
| West Midlands        | Birmingham, Coventry, Dudley, Sandwell, Solihull, Walsall, Wolverhampton                  |
| West Yorkshire       | Leeds, Bradford, Calderdale, Kirklees, Wakefield                                          |